# Emilia Müller
Emilia Franziska Müller (ur. 28 września 1951 w Schwandorfie) – niemiecka polityk, posłanka do Parlamentu Europejskiego V kadencji, minister w rządzie Bawarii.

## Życiorys
Kształciła się w zakresie chemii w jednym z instytutów Towarzystwa Maxa Plancka. Studiowała następnie do 1975 biochemię na Uniwersytecie w Ratyzbonie. Później poświęciła się życiu rodzinnemu, do pracy zawodowej powróciła w 1988 jako inżynier chemik w Instytucie Biochemii, Mikrobiologii i Genetyki (do 1997) oraz Instytucie Fizjologii (do 1999) na Uniwersytecie w Ratyzbonie.
Zaangażowała się w działalność Unii Chrześcijańsko-Społecznej w Bawarii i związanej z tą partią organizacji kobiet Frauen-Union. Przewodniczyła tej organizacji w powiecie Schwandorf (1993–1999), w rejencji Górny Palatynat (1995–2007) i w Bawarii (2005–2009). Od 1990 do 2003 była radną w Bruck in der Oberpfalz, od 1996 wybierana na radną powiatową.
W wyborach w 1999 z ramienia Unii Chrześcijańsko-Społecznej uzyskała mandat deputowanej do Parlamentu Europejskiego. Była m.in. członkinią grupy chadeckiej, pracowała w Komisji Ochrony Środowiska, Zdrowia i Ochrony Konsumentów oraz w Komisji Praw Kobiet i Równouprawnienia.
Zrezygnowała z mandatu w związku z objęciem w październiku 2003 stanowiska sekretarza stanu w bawarskim Ministerstwo Środowiska, Zdrowia i Ochrony Konsumentów. W listopadzie 2005 została ministrem regionalnym ds. federalnych i europejskich. W październiku 2007 powierzono jej resor gospodarki, infrastruktury, transportu i technologii. W listopadzie 2008 nowy premier landu Horst Seehofer powołał ją ponownie na urząd ministra ds. federalnych i europejskich. W październiku 2013 przeszła na urząd ministra spraw społecznych. Wcześniej w tym samym roku uzyskała mandat posłanki do bawarskiego landtagu. W marcu 2018 zakończyła pełnienie funkcji ministra.

## Odznaczenia
- Krzyż Komandorski Orderu Gwiazdy Rumunii (Rumunia, 2012)[2]